# Ольястра (провінція)
Провінція Ольястра (італ. Provincia dell'Ogliastra) — провінція в Італії, у регіоні Сардинія. 
Площа провінції — 1 854 км², населення — 57 881 осіб.
Адміністративні центри провінції — міста Тортолі та Ланузеі.

## Основні муніципалітети
Найбільші за кількістю мешканців муніципалітети (ISTAT):
- Тортолі - 10.500 осіб
- Ланузеі - 5.716 осіб
- Віллагранде-Стрізаілі - 4.127 осіб
- Барі-Сардо - 3.884 осіб
- Баунеі - 3.828 осіб
- Тертенія - 3.739 осіб

## Історія
Ольястра була заснована в 2001 році, коли кількість сардинських провінцій збільшилася вдвічі. Її територією протікала річка Флумендоса, розташоване озеро Бассо Флумендоса, а також містився великий гірський масив Геннардженту з найвищою вершиною 1834 м. Ольястра отримала свою назву від оливкових дерев у провінції, відомих як олівастри. В 2016 році провінція була розформована, а її муніципалітети увійшли до сусідніх провінцій Нуоро та Південна Сардинія.